# Glenwood Landing
Glenwood Landing ist ein Weiler und ein Census-designated place (CDP) im Nassau County des amerikanischen Bundesstaates New York. Zum Zeitpunkt des United States Census 2010 hatte der CDP 3779 Einwohner.
Glenwood Landing liegt zum größten Teil innerhalb der Town of Oyster Bay, doch ein kleiner Bereich in der südwestlichen Ecke von Glenwood Landing liegt in der Town of North Hempstead. Glenwood Landing gehört zum North Shore School District und zum Einzugsbereich der City of Glen Cove.

## Geographie

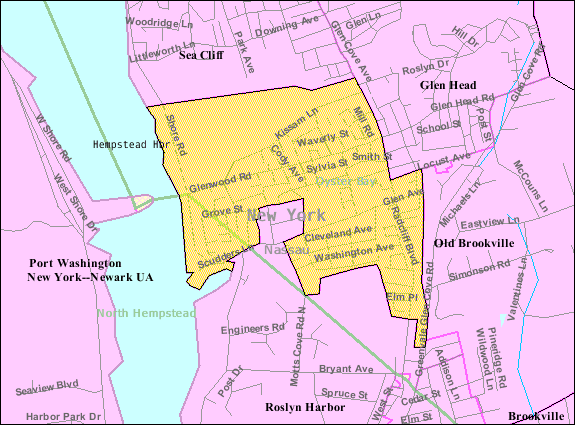
U.S. Census map of Glenwood Landing.

Nach den Angaben des United States Census Bureaus hat der CDP eine Gesamtfläche von 2,52 km2, alles davon entfällt auf Land.
|  | Sea Cliff     |                |
|  |               | Glen Head      |
|  | Roslyn Harbor | Old Brookville |

## Demographie

### Zensus 2010
Zum Zeitpunkt des United States Census 2010 bestand die Bevölkerung von Glenwood Landing zu 92,9 % aus Weißen, 88,2 % waren Non-Hispanos, 0,8 % Schwarze oder African American, 3,7 % Asian, 1 % von anderen races, und 1,5 %  erklärten, zwei oder mehr Rassen anzugehören. Hispanic oder Latino waren 6,1 % der Bevölkerung.

### Zensus 2000
Zum Zeitpunkt des United States Census 2000 bewohnten Glenwood Landing 3541 Personen. Die Bevölkerungsdichte betrug 1388,2 Personen pro km2. Es gab 1308 Wohneinheiten, durchschnittlich 521,1 pro km2. Die Bevölkerung in Glenwood Landing bestand zu 95,37 % aus Weißen, 0,28 % Schwarzen oder African American, 0 % Native American, 2,60 % Asian, 0,59 % Pacific Islander, 0 % gaben an, anderen Rassen anzugehören und 1,16 % nannten zwei oder mehr Rassen. 3,33 % der Bevölkerung erklärten, Hispanos oder Latinos jeglicher Rasse zu sein.
Die Bewohner Glenwood Landings verteilten sich auf 1262 Haushalte, von denen in 37,6 % Kinder unter 18 Jahren lebten. 67,1 % der Haushalte stellten Verheiratete, 9,5 % hatten einen weiblichen Haushaltsvorstand ohne Ehemann und 20,0 % bildeten keine Familien. 17,0 % der Haushalte bestanden aus Einzelpersonen und in 8,3 % aller Haushalte lebte jemand im Alter von 65 Jahren oder mehr alleine. Die durchschnittliche Haushaltsgröße betrug 2,81 und die durchschnittliche Familiengröße 3,17 Personen.
Die Bevölkerung verteilte sich auf 26,2 % Minderjährige, 4,7 % 18–24-Jährige, 27,4 % 25–44-Jährige, 25,4 % 45–64-Jährige und 16,2 % im Alter von 65 Jahren oder mehr. Der Median des Alters betrug 40 Jahre. Auf jeweils 100 Frauen entfielen 87,4 Männer. Bei den über 18-Jährigen entfielen auf 100 Frauen 86,8 Männer.
Das mittlere Haushaltseinkommen in Glenwood Landing betrug 78,341 US-Dollar und das mittlere Familieneinkommen erreichte die Höhe von 90.784 US-Dollar. Das Durchschnittseinkommen der Männer betrug 68.939 US-Dollar, gegenüber 35.833 US-Dollar bei den Frauen. Das Pro-Kopf-Einkommen belief sich auf 33.689 US-Dollar. 2,4 % der Bevölkerung und 1,0 % der Familien hatten ein Einkommen unterhalb der Armutsgrenze, davon waren 0,0 % der Minderjährigen und 4,4 % der Altersgruppe 65 Jahre und mehr betroffen.

## Belege
1. ↑  US Gazetteer files: 2010, 2000, and 1990. United States Census Bureau, 12. Februar 2011, abgerufen am 7. September 2023 (englisch).
2. ↑  Census of Population and Housing. Census.gov, abgerufen am 4. Juni 2016 (englisch).